# Wüstenjerichow
Wüstenjerichow è una frazione della città tedesca di Möckern, nella Sassonia-Anhalt.
Comune indipendente fino al 2009, dal 1º gennaio 2010 è stato incorporato al comune di Möckern.